# Epipedobates boulengeri
Epipedobates boulengeri är en groddjursart som först beskrevs av Barbour 1909.  Epipedobates boulengeri ingår i släktet Epipedobates och familjen pilgiftsgrodor. IUCN kategoriserar arten globalt som livskraftig. Inga underarter finns listade i Catalogue of Life.